# 拉贝热芒圣玛丽
拉贝热芒圣玛丽（法語：Labergement-Sainte-Marie，法語發音：[labɛʁʒəmɑ̃ sɛ̃t maʁi]）是法国杜省的一个市镇，位于该省南部，属于蓬塔利耶区。

## 地理
拉贝热芒圣玛丽（46°46'29"N, 6°16'50"E）面积22.12 平方千米，位于法国勃艮第-弗朗什-孔泰大區杜省，该省份为法国东部内陆省份，北起上索恩省，西接汝拉省，东部及东南部与瑞士接壤，东北部与贝尔福地区省接壤。
与拉贝热芒圣玛丽接壤的市镇（或旧市镇、城区）包括：马尔帕、雷莫赖布热翁、罗什让、圣安托万、圣普安拉克、沃和尚特格吕、布雷和迈松迪布瓦、富尔卡捷和迈松讷沃、马尔比松。

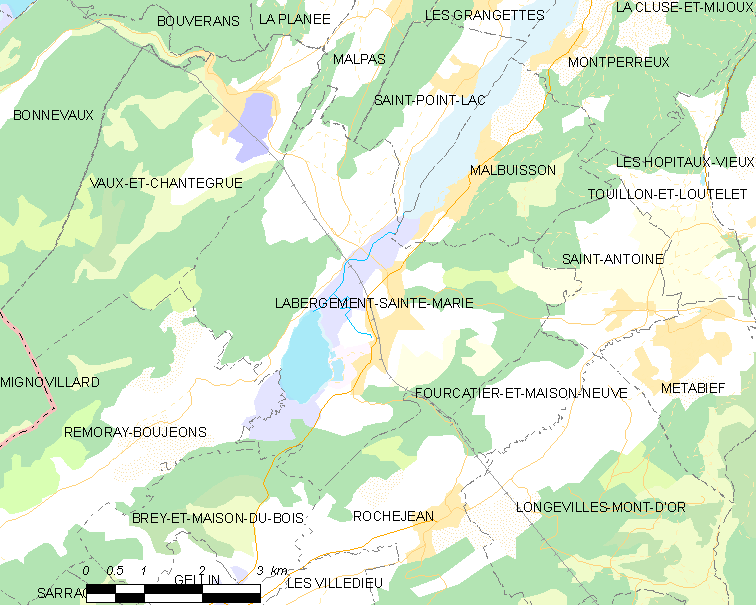
拉贝热芒圣玛丽的OSM定位图

拉贝热芒圣玛丽的时区为UTC+01:00、UTC+02:00（夏令时）。

## 行政
拉贝热芒圣玛丽的邮政编码为25160，INSEE市镇编码为25320。

## 政治
拉贝热芒圣玛丽所属的省级选区为弗拉讷县。

## 人口

1962-2008年间拉贝热芒圣玛丽人口变化图示

拉贝热芒圣玛丽于2022年1月1日时的人口数量为1257人。